# Møllehøj

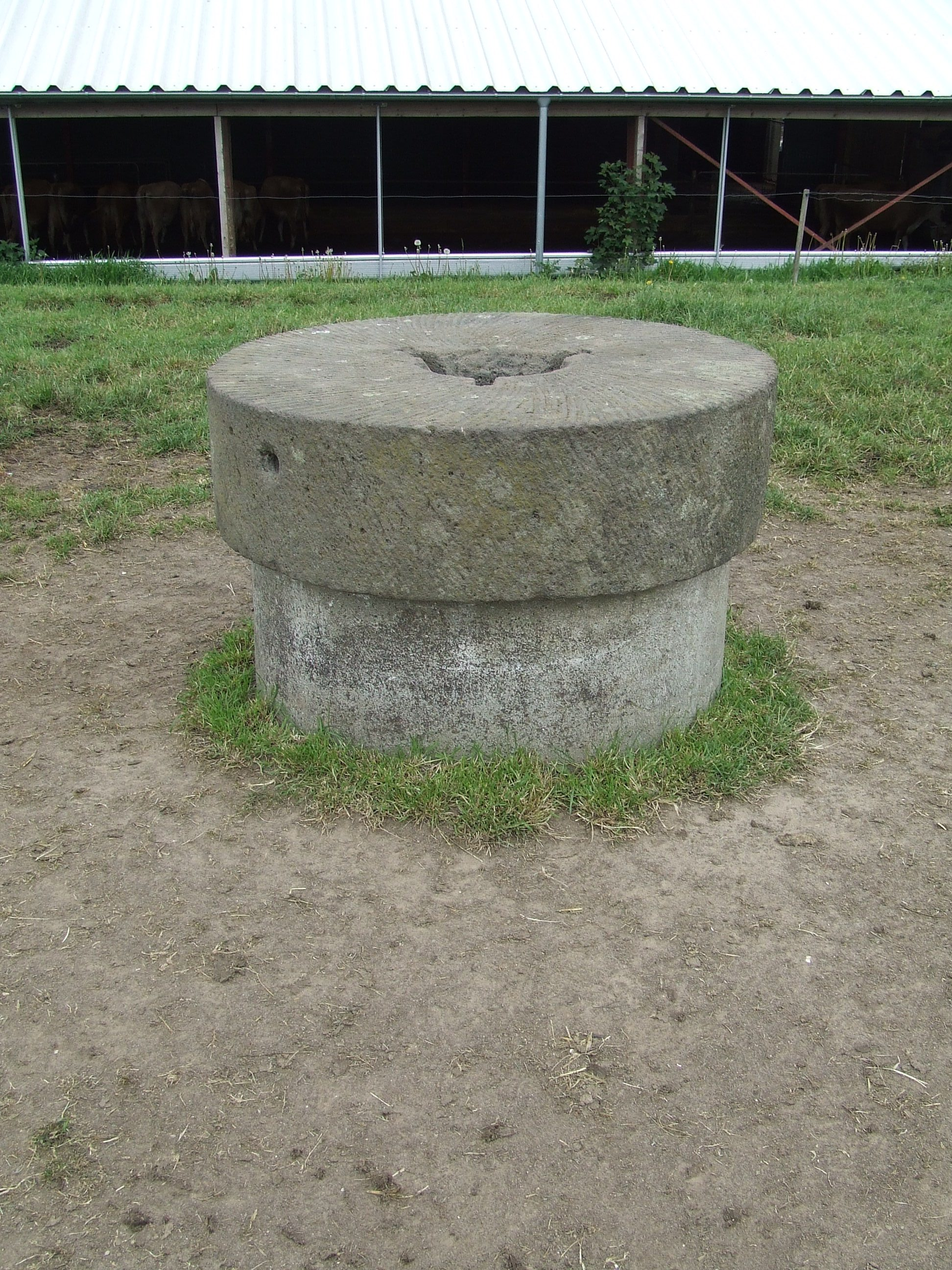
La roda de molí que marca el cim del Møllehøjs

El turó de Møllehøj és el punt natural més elevat de Dinamarca, s'aixeca fins als 170,86 metres sobre el nivell del mar. Està situat a la zona dels turons d'Ejerbjerge al municipi de Skanderborg, molt a prop de l'Ejer Bavnehøj, el tercer punt més alt del país. Al cim hi ha una roda de molí, un vestigi d'un antic molí de vent que va ser al turó entre el 1838 i el 1917. El vell molí tenia una estructura de vuit costats i tenia una teulada en forma de bulb.
Fins a l'any 2005 s'havia considerat que el punt natural culminant de Dinamarca era l'Ejer Bavnehøj, després que el 1941 es descobrís que el Yding Skovhøj, al municipi de Horsens, comptava amb l'afegit artificial d'un túmul funerari de l'edat del bronze. Però les noves mesures del 2005 van mostrar que el Møllehøj era més alt que tot dos, 9 cm més que el Yding Skovhøj (170,77 m sense comptar l'afegit artificial) i 51 cm més que Ejer Bavnehøj (170,35 m), des de llavors és oficialment el punt més alt de Dinamarca.